# Узуд
Узуд (араб. شَلَّالات أُوزود‎ — /шалля̅́лят ‘у̅́зу̅д/, МФА [ʃaˈllaːlaːt ˈʔuːzuːd], фр. Cascades d'Ouzoud) — водопад в Марокко, расположен в горах Высокого Атласа в 130 км к северо-востоку от Марракеша, в области Тадла-Азилаль. Высота водопада 110 м, вода падает тремя каскадами. Красоты водопада привлекают многих туристов, которые также посещают глубокое ущелье реки Эль-Абид.
Название водопада в переводе с языка ташельхит означает оливковые деревья, и связывают его с тем, что тропа к водопаду проходит через плантации оливковых деревьев и производства оливкового масла.
На вершине водопада до сих пор работает десяток старых водяных мельниц. На закате к водопаду собирается множество обезьян.

## Галерея

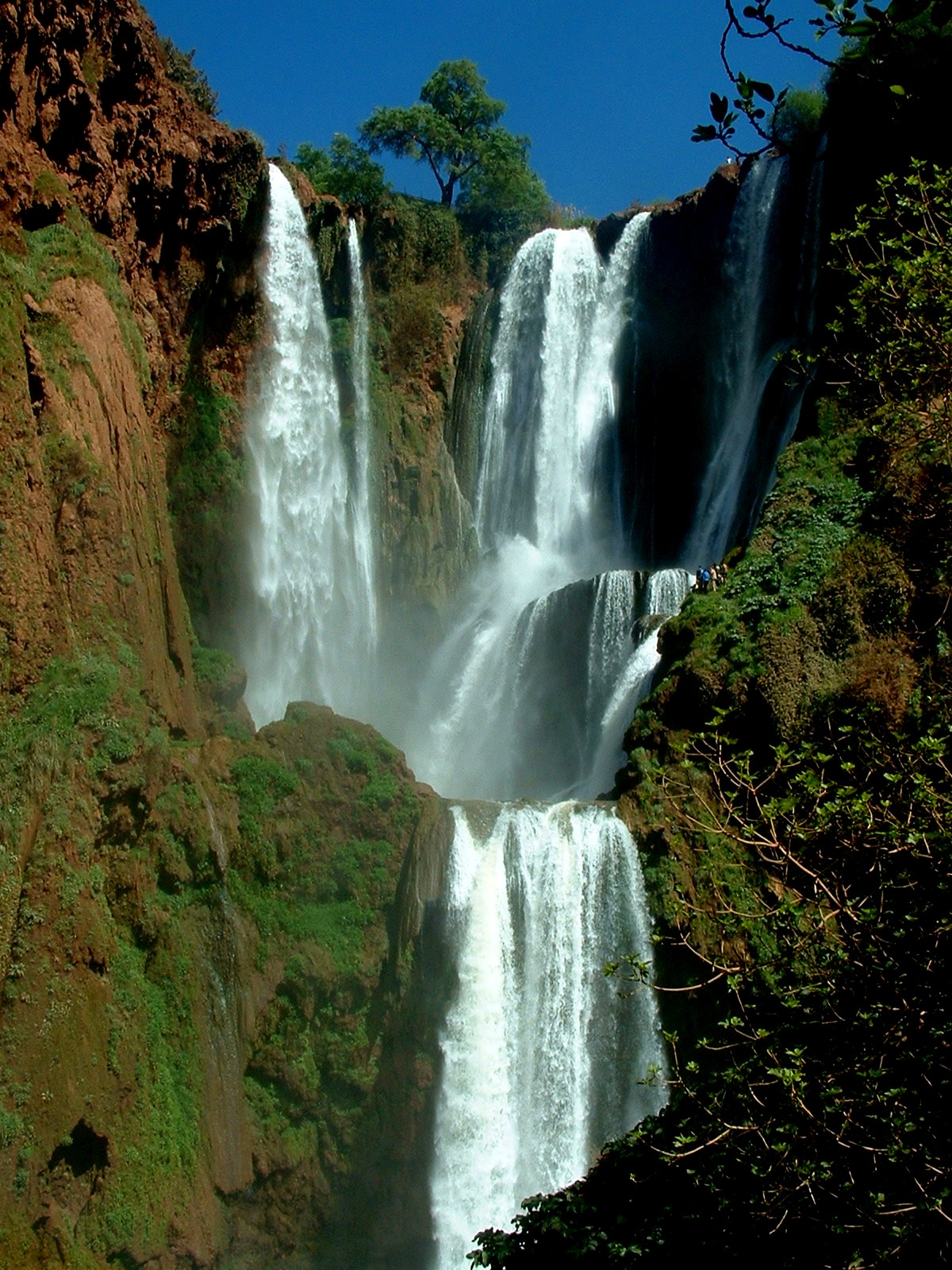
Водопад
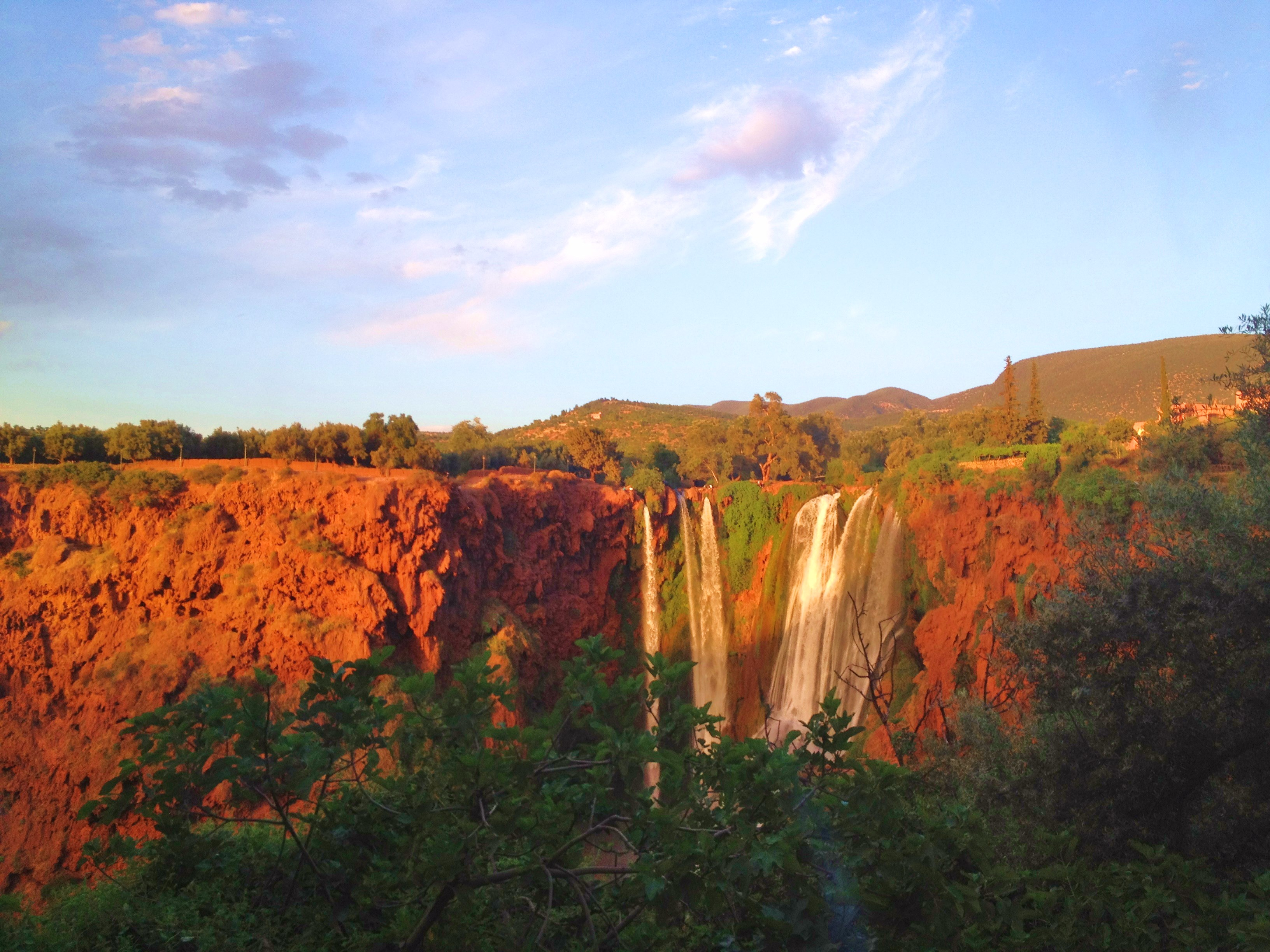
Узуд на закате